# Hamdi Salihi
Hamdi Salihi (Shkodër, Comtat de Shkodër, Albània, 19 de gener de 1984) és un futbolista d'Albània. Juga de davanter i el seu equip actual és el Jiangsu Sainty.

## Clubs
| Club                  | País         | Temporades   |
| --------------------- | ------------ | ------------ |
| Jiangsu Sainty        | Xina         | 2013-present |
| DC United             | Estats Units | 2012         |
| Rapid Viena           | Àustria      | 2009-2012    |
| Sportvereinigung Ried | Àustria      | 2007-2009    |
| KF Tirana             | Albània      | 2005-2006    |
| Panionios NFC         | Grècia       | 2004-2005    |
| KS Vllaznia           | Albània      | 2002-2004    |